# Taekwondo na Universíada de Verão de 2009

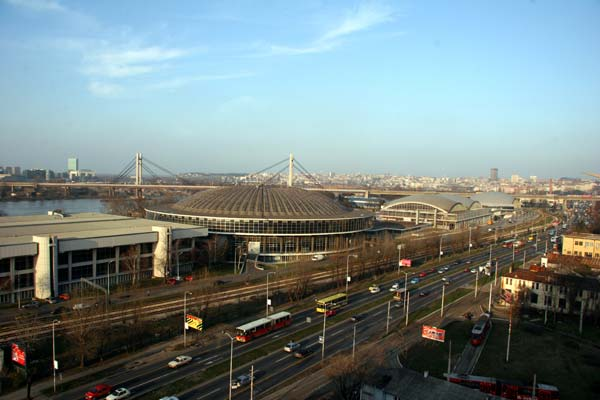
Complexo Belgrade Fair, Belgrado

O taekwondo na Universíada de Verão de 2009 foi disputado no Hall 3 do Belgrade Fair (o Hall 3a e o Hall 6 foram locais de treinamento) em Belgrado, Sérvia entre 1 e 6 de julho de 2009. Foi uma das modalidades opcionais, indicados pela Federação Nacional de Esportes Universitários (National University Sports Federation - NUSF) do país organizador. Foi a primeira competição oficial da história aonde os eventos de pumsae foram realizados juntos dos eventos de combate.

## Calendário
| Taekwondo   | Jun | Julho | Julho | Julho | Julho | Julho | Julho | Julho | Julho | Julho | Julho | Julho | Julho |
| Taekwondo   | 30  | 1     | 2     | 3     | 4     | 5     | 6     | 7     | 8     | 9     | 10    | 11    | 12    |
| ----------- | --- | ----- | ----- | ----- | ----- | ----- | ----- | ----- | ----- | ----- | ----- | ----- | ----- |
| Masculino   |     |       | 2     | 2     | 2     | 2     | 2     |       |       |       |       |       |       |
| Feminino    |     |       | 2     | 2     | 2     | 2     | 2     |       |       |       |       |       |       |
| Dupla mista |     |       | 1     |       |       |       |       |       |       |       |       |       |       |

|  | Dia de competição |  | Dia de final |

## Medalhistas

### Masculino
| Evento     | Ouro                                                  | Prata                                                   | Bronze                                                                          |
| Individual | Individual                                            | Individual                                              | Individual                                                                      |
| ---------- | ----------------------------------------------------- | ------------------------------------------------------- | ------------------------------------------------------------------------------- |
| até 54kg   | KOR Cheon Yong                                        | TUR Remzi Basakbugday                                   | TPE Cheng Chia-Ching                                                            |
| até 54kg   | KOR Cheon Yong                                        | TUR Remzi Basakbugday                                   | THA Chutchawal Khawlaor                                                         |
| até 58kg   | KOR Moon Kil-Sang                                     | SRB Ninoslav Babic                                      | JPN Kengo Uchimura                                                              |
| até 58kg   | KOR Moon Kil-Sang                                     | SRB Ninoslav Babic                                      | TUR Onur Cam                                                                    |
| até 62kg   | NED Rafik Zohri                                       | KOR Kim Taek-Kyu                                        | RUS Dmitry Frank                                                                |
| até 62kg   | NED Rafik Zohri                                       | KOR Kim Taek-Kyu                                        | SRB Stevan Rasic                                                                |
| até 67kg   | BRA Diogo Silva                                       | KOR Lee Soon-Kil                                        | USA Terrence Jennings                                                           |
| até 67kg   | BRA Diogo Silva                                       | KOR Lee Soon-Kil                                        | THA Thanawut Klinkhachon                                                        |
| até 72kg   | IRI Alireza Nassrazadany                              | FRA Torann Maizeroi                                     | GER Sebastian Lehmann                                                           |
| até 72kg   | IRI Alireza Nassrazadany                              | FRA Torann Maizeroi                                     | THA Patiwat Thongsalap                                                          |
| até 78kg   | IRI Rouhollah Talebi Kahangi                          | RUS Sergey Dozortsev                                    | KOR Baek Sun-Hong                                                               |
| até 78kg   | IRI Rouhollah Talebi Kahangi                          | RUS Sergey Dozortsev                                    | ARM Arman Yeremyan                                                              |
| até 84kg   | IRI Mehran Askari                                     | RUS Ivan Niktin                                         | BLR Ihar Rasakhatski                                                            |
| até 84kg   | IRI Mehran Askari                                     | RUS Ivan Niktin                                         | TUR Serdar Yuksel                                                               |
| acima 84kg | RUS Roman Kuznetsov                                   | IRI Hossein Tajik                                       | MEX Salvador Pérez Rodríguez                                                    |
| acima 84kg | RUS Roman Kuznetsov                                   | IRI Hossein Tajik                                       | GER Robert Vossen                                                               |
| Pumsae     | KOR Lee Ki-Sung                                       | VIE Nguyen Dinh Toan                                    | ESP Mikel Martínez del Río                                                      |
| Pumsae     | KOR Lee Ki-Sung                                       | VIE Nguyen Dinh Toan                                    | EGY Ahmed Elhamy Shaker                                                         |
| Equipe     |                                                       |                                                         |                                                                                 |
| Pumsae     | KOR Coreia do Sul Ji Ho-Yong Lee Ki-Sung Lee Sang-Mok | VIE Vietnã Le Trung Anh Nguyen Dinh Toan Vu Thanh Duong | IRI Irã Sina Khalashghezelahmad Ali Nadali Najafabadi Hamid Nazarigharehchomagh |
| Pumsae     | KOR Coreia do Sul Ji Ho-Yong Lee Ki-Sung Lee Sang-Mok | VIE Vietnã Le Trung Anh Nguyen Dinh Toan Vu Thanh Duong | EGY Egito Ahmed Elhamy Shaker Karim Said Mousa El-Araby Ahmed Wael Abdel-Fattah |

### Feminino
| até 47kg   | KOR Park Hyo-Ji                                           | CHN Zhang Qiang                        | RUS Kristina Kim                                                              |
| até 47kg   | KOR Park Hyo-Ji                                           | CHN Zhang Qiang                        | TPE Ting Ju-Yi                                                                |
| até 51kg   | SUI Manuela Bezzola                                       | TPE Yang Shu-Chun                      | MEX Janete Alegría Peña                                                       |
| até 51kg   | SUI Manuela Bezzola                                       | TPE Yang Shu-Chun                      | THA Chanatip Sonkham                                                          |
| até 55kg   | TPE Tseng Yi-Hsuan                                        | CHN Wu Qiong                           | KOR Nam Ji-Nah                                                                |
| até 55kg   | TPE Tseng Yi-Hsuan                                        | CHN Wu Qiong                           | THA Sarita Phongsri                                                           |
| até 59kg   | KOR Jung Jin-Hee                                          | TPE Tseng Pei-Hua                      | ITA Pamela Valente                                                            |
| até 59kg   | KOR Jung Jin-Hee                                          | TPE Tseng Pei-Hua                      | CRO Martina Zubcic                                                            |
| até 63kg   | ESP Estefania Hernández García                            | THA Chonnapas Premwaew                 | TPE Chang Chiung-Fang                                                         |
| até 63kg   | ESP Estefania Hernández García                            | THA Chonnapas Premwaew                 | FRA Marlene Harnois                                                           |
| até 67kg   | KAZ Gulnafis Aitmukhambefova                              | CRO Petra Matijasevic                  | KOR Lee Seon-Hyeong                                                           |
| até 67kg   | KAZ Gulnafis Aitmukhambefova                              | CRO Petra Matijasevic                  | RUS Maria Chugaeva                                                            |
| até 72kg   | FRA Gwladys Epangue                                       | KOR Oh Hye-Ri                          | NED Reshmie Oogink                                                            |
| até 72kg   | FRA Gwladys Epangue                                       | KOR Oh Hye-Ri                          | SRB Andrijana Ciric                                                           |
| acima 72kg | BRA Natália Falavigna                                     | CHN Han Yingying                       | TUR Busra Yildiz                                                              |
| acima 72kg | BRA Natália Falavigna                                     | CHN Han Yingying                       | THA Rapatkorn Prasopsuk                                                       |
| Pumsae     | ESP Laura Kim Kim                                         | KOR Hwang Cho-Rong                     | EGY Rohanda El-Said Ammar                                                     |
| Pumsae     | ESP Laura Kim Kim                                         | KOR Hwang Cho-Rong                     | ITA Stefania Pinga                                                            |
| Equipe     |                                                           |                                        |                                                                               |
| Pumsae     | KOR Coreia do Sul Ahn Jin-Young Hwang Cho-Rong Lee Han-Na | CHN China Feng Lu Xie Xiao Zhang Lisha | SRB Sérvia Natasa Bajic Sanja Kopcanski Marijana Suzukovic                    |
| Pumsae     | KOR Coreia do Sul Ahn Jin-Young Hwang Cho-Rong Lee Han-Na | CHN China Feng Lu Xie Xiao Zhang Lisha | MEX México Iliana González Navarro Ollín Medina López Sahra Padilla Bojorquez |

### Dupla mista
| Evento | Ouro                                             | Prata                      | Bronze                                       |
| ------ | ------------------------------------------------ | -------------------------- | -------------------------------------------- |
| Pumsae | ESP Espanha Laura Kim Kim Mikel Martínez del Río | CHN China Deng Yan Guo Yan | KOR Coreia do Sul Ahn Jin-Young Lee Sang-Mok |
| Pumsae | ESP Espanha Laura Kim Kim Mikel Martínez del Río | CHN China Deng Yan Guo Yan | VIE Vietnã Le Trung Anh Nguyen Thi Thu Ngan  |

## Quadro de medalhas
| Ordem | País               | Medalha de ouro | Medalha de prata | Medalha de bronze |    |
| ----- | ------------------ | --------------- | ---------------- | ----------------- | -- |
| 1     | KOR Coreia do Sul  | 7               | 4                | 4                 | 15 |
| 2     | IRI Irã            | 3               | 1                | 1                 | 5  |
| 3     | ESP Espanha        | 3               |                  | 1                 | 4  |
| 4     | BRA Brasil         | 2               |                  |                   | 2  |
| 5     | RUS Rússia         | 1               | 2                | 3                 | 6  |
|       | TPE Taipé Chinês   | 1               | 2                | 3                 | 6  |
| 7     | FRA França         | 1               | 1                | 1                 | 3  |
| 8     | NED Países Baixos  | 1               |                  | 1                 | 2  |
| 9     | KAZ Cazaquistão    | 1               |                  |                   | 1  |
|       | SUI Suíça          | 1               |                  |                   | 1  |
| 11    | CHN China          |                 | 5                |                   | 5  |
| 12    | VIE Vietnã         |                 | 2                | 1                 | 3  |
| 13    | THA Tailândia      |                 | 1                | 6                 | 7  |
| 14    | SRB Sérvia         |                 | 1                | 3                 | 4  |
|       | TUR Turquia        |                 | 1                | 3                 | 4  |
| 16    | CRO Croácia        |                 | 1                | 1                 | 2  |
| 17    | EGY Egito          |                 |                  | 3                 | 3  |
|       | MEX México         |                 |                  | 3                 | 3  |
| 19    | GER Alemanha       |                 |                  | 2                 | 2  |
|       | ITA Itália         |                 |                  | 2                 | 2  |
| 21    | ARM Armênia        |                 |                  | 1                 | 1  |
|       | BLR Bielorrússia   |                 |                  | 1                 | 1  |
|       | USA Estados Unidos |                 |                  | 1                 | 1  |
|       | JPN Japão          |                 |                  | 1                 | 1  |
| TOTAL | TOTAL              | 21              | 21               | 42                | 84 |